# Neoperla rigidipenis
Neoperla rigidipenis is een steenvlieg uit de familie borstelsteenvliegen (Perlidae). De wetenschappelijke naam van de soort is voor het eerst geldig gepubliceerd in 1983 door Peter Zwick.